# Bolschaja Poljana (Kaliningrad)
Bolschaja Poljana (russisch Большая Поляна, deutsch Paterswalde, litauisch Petragirė) ist ein Dorf in der russischen Oblast Kaliningrad im Rajon Gwardeisk. Es gehört zur kommunalen Selbstverwaltungseinheit Stadtkreis Gwardeisk.

## Geographische Lage
Bolschaja Poljana liegt zwei Kilometer südlich von Snamensk an der Regionalstraße 27A-037 (ein Teilstück der ehemaligen R 514), die von Prawdinsk zur Föderalstraße A 229 bei Sorino führt. Die nächste Bahnstation ist Snamensk an der Bahnstrecke Kaliningrad–Nesterow (ehemalige Preußische Ostbahn) zur Weiterfahrt nach Litauen.

## Ortsname
Der Ort hieß bis ins 17. Jahrhundert hinein „Allendorf“ und war ein Kämmereidorf. Der Bezugspunkt zur Umbenennung in „Paterswalde“ war eine nahe gelegene Kapelle mitten im Wald, in der anlässlich von Prozessionen Gottesdienste gefeiert wurden, die ein Pater beaufsichtigte. Seit 1947 trägt der Ort den russischen Namen Bolschaja Poljana (Große Lichtung), der auch noch einmal in der Oblast Lipezk vorkommt.

## Geschichte

Paterswalde, südöstlich von Königsberg und in südlicher Nachbarschaft von Wehlau, auf einer Landkarte von 1910.

Das einstige Allendorf wurde im Jahre 1363 gegründet, als der Ordensmarschall des Deutschen Ordens Henning Schindekopf dem Bauern Peter Emke hier einen beträchtlichen Landbesitz von sieben Hufen verlieh unter der Bedingung, das übrige Land mit Bauern zu besiedeln. 1699 wurde der 14 Kilometer weiter südlich gelegenen Stadt Allenburg das im Wald gelegene Dorf mit 13 Hufen und acht Freijahren verliehen.
Im Reiterkrieg 1520/21 wurde das Dorf erheblich zerstört.
Am 13. Juni 1874 bildete sich aus den Landgemeinden Lindendorf und Paterswalde sowie den Gutsbezirken Augken und Stanillien (beide nicht mehr existent) der Amtsbezirk Paterswalde.
1928 wurde der Gutsbezirk Augken in die Stadtgemeinde Wehlau umgegliedert und der Gutsbezirk Pinnau in die Landgemeinde Paterswalde eingemeindet. Der Gutsbezirk Stanillien wurde nach Frischenau (Jelnjaki) ausgegliedert. Im Jahre 1931 gehörten nur noch die beiden Gemeinden Lindendorf und Paterswalde zum Amtsbezirk Paterswalde, und das blieb bis 1945 so.
Das Dorf, zu dem auch das Gut Patershof gehörte, war bis 1945 Teil des Landkreises Wehlau im Regierungsbezirk Königsberg der preußischen Provinz Ostpreußen.
1945 kam Paterswalde unter sowjetische Verwaltung und erhielt 1947 den Namen Bolschaja Poljana. Bis 1991 war der Ort Sitz eines Dorfsowjets. Danach wurde er von Snamensk aus verwaltet. Seit 2014 gehört er zum Stadtkreis Gwardeisk. Heute leben hier vorwiegend russlanddeutsche Familien.

### Bolschepoljanski selski Sowet 1947–1991
Der Dorfsowjet Bolschepoljanski selski Sowet (ru. Большеполянский сельский Совет) wurde im Juni 1947 eingerichtet. Nachdem der Dorfsowjet schon zwischen 1960 und 1963 aufgelöst war, wurde er im Jahr 1991 endgültig aufgelöst und seine zugehörigen Orte von der Siedlung städtischen Typs Snamensk aus verwaltet. Diese gelangten dann 2005 in die neu gebildete Landgemeinde Snamenskoje selskoje posselenije.
| Ortsname                           | Name bis 1947/50                      | Bemerkungen                                                                                        |
| ---------------------------------- | ------------------------------------- | -------------------------------------------------------------------------------------------------- |
| Beregowoje (Береговое)             | Schön-Nuhr und bei Bürgersdorf        | Der Ort wurde 1950 umbenannt und offenbar vor 1975 an den Ort Suchodolje angeschlossen.            |
| Bolschaja Poljana (Большая Поляна) | Paterswalde                           | Verwaltungssitz                                                                                    |
| Bratskoje (Bratskoje)              | Moritzlauken, 1938–1945:„Moritzfelde“ | Der Ort wurde 1950 umbenannt und vor 1975 verlassen.                                               |
| Chlebnikowo (Хлебниково)           | Allenberg                             | Der Ort wurde 1947 umbenannt und vor 1975 an die Siedlung städtischen Typs Snamensk angeschlossen. |
| Denissowo (Денисово)               | Neu Wehlau                            | Der Ort wurde 1950 umbenannt und später an den Ort Jagodnoje angeschlossen.                        |
| Gordoje (Гордое)                   | Bürgersdorf                           | Der Ort wurde 1950 umbenannt.                                                                      |
| Jagodnoje (Ягодное)                | Lindendorf                            | Der Ort wurde 1947 umbenannt.                                                                      |
| Jelnjaki (Ельняки)                 | Frischenau                            | Der Ort wurde 1947 umbenannt und war zunächst in den Dorfsowjet Saretschenski eingeordnet.         |
| Klubnitschnoje (Клубничное)        | Stanillen                             | Der Ort wurde 1947 umbenannt und vor 1975 verlassen.                                               |
| Meschduretschje (Междуречье)       | Piaten                                | Der Ort wurde 1947 umbenannt und vor 1975 aus dem Ortsregister gestrichen.                         |
| Ossipenkowo (Осипенково)           | Preußlauken                           | Der Ort wurde 1950 umbenannt und vor 1975 verlassen.                                               |
| Retschnoje (Речное)                | Magotten                              | Der Ort wurde 1947 umbenannt und war zunächst in den Dorfsowjet Saretschenski eingeordnet.         |
| Sawetnoje (Заветное)               | Groß Nuhr                             | Der Ort wurde 1947 umbenannt und offenbar vor 1988 an den Ort Suchodolje angeschlossen.            |
| Suchodolje (Суходолье)             | Klein Nuhr                            | Der Ort wurde 1947 umbenannt.                                                                      |
| Telmanowo (Телманово)              | Richau                                | Der Ort wurde 1947 umbenannt.                                                                      |
| Tschkalowo (Чкалово)               | Koppershagen                          | Der Ort wurde 1950 umbenannt und vor 1975 verlassen.                                               |
| Uljanowka (Ульяновка)              | Rockelkeim                            | Der Ort wurde 1947 umbenannt und vor 1975 verlassen.                                               |
| Wolostnowo (Волостново)            | Seekshof                              | Der Ort wurde 1950 umbenannt und vor 1975 verlassen.                                               |

Der 1947 umbenannte Ort Rodniki (Leißienen) wurde ebenfalls zunächst in den Bolschepoljanski selski Sowet eingeordnet, kam dann (vor 1975) aber in den Druschbinski selski Sowet im Rajon Prawdinsk.

### Einwohnerentwicklung
| Jahr | Einwohner |
| ---- | --------- |
| 1910 | 1.353     |
| 1933 | 1.186     |
| 1939 | 1.225     |
| 2002 | ,0338     |
| 2010 | ,0298     |

## Kirche

### Kirchengebäude
Die bis 1945 evangelische Kirche in Paterswalde stammt in ihrer Gründung aus der Ordenszeit und ging aus einer Wallfahrtskapelle südlich des heutigen Dorfes Bolschaja Poljana hervor. Im Reiterkrieg wurde sie Opfer eines Brandes. 1541/42 wurde sie neu erbaut, musste aber 1869 wieder geschlossen und abgebrochen werden.
Es entstand 1877 der neoromanische Neubau, dessen Turm im Zweiten Weltkrieg schwere Beschädigungen erlitt. Nach 1945 fungierte das Gebäude zweckentfremdet als Speicher. Das Dach deckte man mit Asbestzementplatten ab, die Fenster wurden zugemauert. Das Gebäude gehört heute der Russisch-orthodoxen Kirche.

### Kirchengemeinde

#### Evangelisch
Das alte Kirchdorf Paterswalde gehörte bis 1945 mit seiner seit der Reformation überwiegend evangelischen Bevölkerung zum Kirchenkreis Wehlau in der Kirchenprovinz Ostpreußen der Kirche der Altpreußischen Union. Dem Paterswalder Kirchspiel waren auch die Orte Lindendorf und Richau zugeordnet.
Nach 1945 kam das kirchliche Leben zum Erliegen. Erst nach dem Zerfall der Sowjetunion 1990/91 entstand hier durch neu angesiedelte russlanddeutsche Familien wieder neues kirchliches Leben. Es bildete sich 1994 eine feste Gemeinde, die sich in die neu errichtete Propstei Kaliningrad innerhalb der Evangelisch-Lutherischen Kirche Europäisches Russland (ELKER) eingliederte. Die zuständigen Geistlichen sind die Pfarrer der Auferstehungskirche in Kaliningrad. Die Kirchengemeinde ist Partnergemeinde der Evangelischen Kirchengemeinde Berlin-Mahlsdorf.

#### Orthodox
In Bolschaja Poljana lebende Angehörige der russisch-orthodoxen Kirche gehören zu deren Eparchie Kaliningrad und der Diözese Kaliningrad und Baltijsk.

## Persönlichkeiten des Ortes
- Eduard Krah (* 17. Oktober 1820 in Paterswalde; † 1896), Direktor des Insterburger Gymnasiums
- Johannes Gallandi (* 15. Juni 1843 in Paterswalde; † 1917), preußischer Offizier, Genealoge
- Johannes Blaskowitz (* 10. Juli 1883 in Paterswalde; † 1948), Generaloberst